# Ocypteromima polita
Ocypteromima polita là một loài ruồi trong họ Tachinidae.